# Glodeni (okręg Marusza)
Glodeni (węg. Marossárpatak) – wieś w Rumunii, w okręgu Marusza, w gminie Glodeni. W 2011 roku liczyła 2688 mieszkańców.